# Altsek
Altsek (Bulgaars: Алцек) is een dorp in de Bulgaarse gemeente Dobritsjka, oblast Dobritsj. Het dorp ligt 32 km ten noordwesten van de regionale hoofdstad Dobritsj en 361 km ten noordoosten van Sofia.

## Bevolking
In de eerste volkstelling van 1934 telde het dorp 467 inwoners. Dit aantal nam toe tot een hoogtepunt van 537 inwoners in 1946. Sindsdien schommelt het inwonersaantal rond de 300 à 400 personen. Op 31 december 2019 telde het dorp 348 inwoners.
Van de 328 inwoners reageerden er 327 op de optionele volkstelling van 2011. Zo’n 241 personen identificeerden zichzelf als etnische Roma (73,7%). De Roma werden opgevolgd door 47 etnische Bulgaren (14,4%) en 36 Bulgaarse Turken (11,0%). 
Het dorp heeft een jonge bevolking. In februari 2011 telde het dorp 328 inwoners, waarvan 90 tussen de 0-14 jaar oud (27%), 213 inwoners tussen de 15-64 jaar (65%) en 25 inwoners van 65 jaar of ouder (8%).